# USS Chicago (CA-29)
USS Chicago (CA-29) (wcześniejszy znak burtowy: CL-29) – amerykański krążownik ciężki z okresu II wojny światowej, jeden z sześciu okrętów typu Northampton. Drugi okręt United States Navy noszący tę nazwę.
Budowę rozpoczęto 9 września 1928 roku, wodowanie odbyło się 10 kwietnia 1930 roku. W służbie od 9 marca 1931 roku, operował w składzie Scouting Force (Sił Rozpoznawczych) na oceanach Atlantyckim i Spokojnym. 7 grudnia 1941 roku znajdował się w morzu. Wziął udział w działaniach wojennych na Pacyfiku, uczestniczył między innymi w bitwach na Morzu Koralowym oraz koło Savo. Uszkodzony podczas tej ostatniej, po remoncie powrócił w rejon Guadalcanalu. Został zatopiony przez japońskie lotnictwo 30 stycznia 1943 roku w bitwie koło wyspy Rennell. Zginęło 62 członków jego załogi.
W trakcie swej służby okręt otrzymał trzy odznaczenia bojowe (Battle Stars).

## Projektowanie i budowa
„Chicago” był jednym z sześciu ciężkich krążowników typu Northampton, drugiego zaprojektowanego dla US Navy według kryteriów ustalonych w traktacie waszyngtońskim. Plany oparto na znacznie zmodyfikowanym projekcie typu Pensacola, w którym zmieniono liczbę dział artylerii głównej, poprawiono układ opancerzenia i podziału wewnętrznego kadłuba, podwyższono wolną burtę oraz umieszczono hangar dla wodnosamolotów pokładowych. Trzy z nowych krążowników, w tym „Chicago”, zostały przystosowane do pełnienia funkcji okrętów flagowych dowódców flot, w związku z czym otrzymały przedłużony pokład dziobówki i dodatkowe pomieszczenia dla członków sztabu.
Stępkę pod przyszły „Chicago” położono w Mare Island Naval Shipyard w Vallejo 9 września 1928 roku. Aby zwolnić nazwę dla nowo budowanego okrętu, jednostka dotychczas ją nosząca, stary krążownik „Chicago” (CL-14) został przemianowany na „Alton”. Uroczystość wodowania odbyła się 10 kwietnia 1930 roku, matką chrzestną została panna Elizabeth Britten, siostra kongresmena reprezentującego stan Illinois. Do służby wszedł 9 marca 1931 roku, jako ostatni z szóstki siostrzanych krążowników. Pierwszym dowódcą mianowano komandora Manleya H. Simonsa. Do 1 lipca 1931 roku nosił sygnaturę CL-29, przynależną lekkim krążownikom (pojęcie krążownika ciężkiego wprowadził traktat londyński z 1930 roku), zmienioną następnie na CA, z zachowaniem dotychczasowego numeru.

## Opis konstrukcji
Kadłub „Chicago” miał kliprowy dziób z gruszką Taylora i wzniesionym pokładem dziobówki, który kończył się uskokiem za pierwszym kominem. Wysokość wolnej burty na dziobie wynosiła około 9 m, na wysokości nadbudówki dziobowej około 7 m, na śródokręciu i rufie po około 4,2 m. Długość całkowita okrętu wynosiła 182,96 m (177,4 m na konstrukcyjnej linii wodnej), szerokość maksymalna 20,14 m, średnie zanurzenie przy wyporności standardowej 5,92 m, zaś przy pełnej do 7 m. Rzeczywiste wartości wyporności wynosiły odpowiednio około 9200–9300 długich ton (ts) i około 11 400 ts.
Okręt był napędzany czterema zespołami turbin parowych systemu Parsonsa o łącznej projektowanej mocy 107 000 shp, co miało pozwolić osiągnąć zakontraktowaną prędkość 32,5 węzła (na próbach przy wyporności 11 062 ts uzyskano moc na wałach 170 780 shp i prędkość kontraktową). Parę do turbin dostarczało osiem kotłów wodnorurkowych White-Forster, umieszczonych w czterech kotłowniach. Energię elektryczną produkowały cztery turbogeneratory o łącznej mocy 900 kW, w 1942 roku zainstalowano dwa wysokoprężne generatory awaryjne po 100 kW. Maksymalny zapas paliwa, 3067 ton, miał zapewnić zasięg 10 000 mil morskich przy prędkości ekonomicznej 15 węzłów.
Główne uzbrojenie artyleryjskie składało się z dziewięciu armat kalibru 203 mm Mark 9 w trzech trójdziałowych wieżach, dwóch na dziobie, w superpozycji, trzeciej na pokładzie rufowym. Poza tym okręt dysponował pierwotnie czterema, później ośmioma pojedynczymi armatami uniwersalnymi 127 mm /25 Mark 13/0 (5" /25). Małokalibrowe uzbrojenie przeciwlotnicze zmieniało się wielokrotnie podczas służby krążownika. Najpierw otrzymał osiem wielkokalibrowych karabinów maszynowych Browning M2 kal. 12,7 mm, później dodatkowo cztery armaty uniwersalne kal. 76 mm. Pod koniec 1942 roku zainstalowano zestaw 16 dział Bofors kal. 40 mm (4 × IV) oraz 20 pojedynczych Oerlikon kal. 20 mm. Pierwotnie okręt miał na pokładzie sześć wyrzutni torpedowych kal. 533 mm, zostały one jednak zdemontowane pod koniec lat 30., a ich wnęki w burtach zasłonięte płatami blachy. Wyposażenie lotnicze stanowiły cztery wodnosamoloty Curtiss SOC Seagull, stacjonujące w hangarze na śródokręciu i dysponujące dwoma obrotowymi katapultami na cylindrycznych podstawach.
Początkowo systemem kierowania ogniem artylerii głównej były dalocelowniki Mk 13 z dalmierzami o bazie 12 stóp (3,66 m). Już podczas trwania działań wojennych zastąpiły je dalocelowniki Mk 24 z radarem artyleryjskim Mk 3. Artyleria uniwersalna miała dalocelowniki Mk 19, które uzupełniono radarem Mk 4. Równocześnie z zamontowaniem dział automatycznych wprowadzono dla nich systemy kierowania ogniem Mk 44, pod koniec 1942 roku zastąpiony systemem Mk 51, po jednym dalocelowniku dla każdego poczwórnego stanowiska. Od końca 1940 roku „Chicago” był wyposażony w radar dozoru powietrznego CXAM.
Opancerzenie krążownika składało się z pasa burtowego o długości 64 i wysokości 4 m, grubości 76 mm, nałożonego na poszycie burtowe na wysokości przedziałów kotłowni i maszynowni. Od góry był on przykryty pokładem pancernym grubości 25 mm, z przodu i z tyłu zamknięty grodziami pancernymi grubości 38 mm. Poza tym pancerz chronił komory amunicyjne oraz wieże artyleryjskie i ich barbety. Opancerzone stanowisko dowodzenia w nadbudówce dziobowej zostało zdemontowane podczas pobytu w stoczni pod koniec 1942 roku.
Według etatu pokojowego załoga liczyła 45 oficerów oraz 576 podoficerów i marynarzy.

## Przebieg służby

### Okres przedwojenny

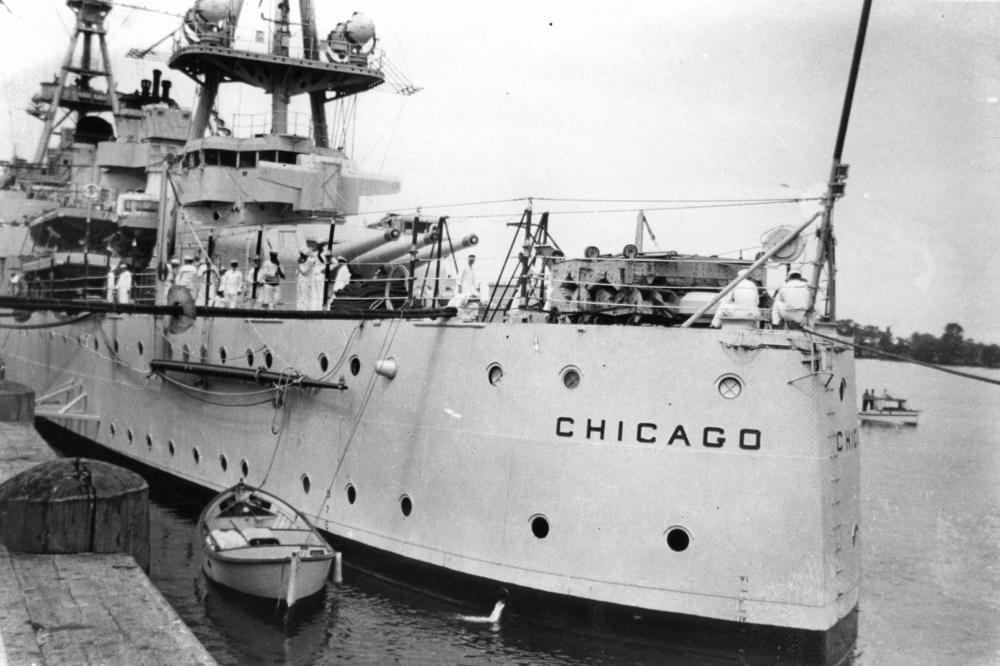
„Chicago” z wizytą w Brisbane, marzec 1941 r.

Dziewiczy rejs „Chicago” rozpoczął się w kwietniu 1931 roku i wiódł na Hawaje, Tahiti i Samoa. Po powrocie okręt został odstawiony do stoczni, gdzie usunięto wszystkie zauważone usterki i przeprowadzono przegląd mechanizmów. Krążownik odpłynął z Mare Island 27 lipca i po przybyciu 16 sierpnia na wschodnie wybrzeże został włączony do Scouting Force (Sił Rozpoznawczych) jako okręt flagowy dowódcy krążowników, wiceadmirała George’a R. Marvella. W lutym 1932 roku wziął udział w ćwiczeniach floty odbywających się u wybrzeży Kalifornii. Po ich zakończeniu Scouting Force zostały włączone do Floty Pacyfiku i pozostały w kalifornijskim San Pedro.
25 października 1933 roku w burtę „Chicago” na wysokości pierwszej wieży artyleryjskiej uderzył duży zbiornikowiec „Silver Palm”. W wyniku kolizji zginęło trzech członków załogi krążownika, a odniesione uszkodzenia wymagały zadokowania w stoczni Mare Island. Na początku 1934 roku już sprawny okręt wziął udział w ćwiczeniach floty na Morzu Karaibskim, po których w maju na Hudson River w Nowym Jorku odbyła się prezydencka parada floty. Następnie powrócił do San Pedro, które pozostawało jego bazą do 29 września 1940 roku, gdy otrzymał rozkaz wypłynięcia do Pearl Harbor. Przez następne miesiące odbywał ćwiczenia w składzie różnych zespołów floty, był też z wizytą w australijskich Sydney i Brisbane.

### Pierwsze miesiące wojny
7 grudnia 1941 roku „Chicago” był na oceanie, jako część Task Force 12 (TF 12) zgrupowanego wokół lotniskowca „Lexington”. Po otrzymaniu wiadomości o japońskim ataku, zespół podjął bezskuteczną próbę odnalezienia i przechwycenia okrętów przeciwnika w trójkącie Oʻahu – Johnston – Palmyra. 12 grudnia powrócił do Pearl Harbor. Od 14 do 27 grudnia krążownik wraz z tym samym zespołem, przemianowanym na TF 11, a dowodzonym przez wiceadmirała Wilsona Browna, wypłynął na operację zaatakowania japońskich baz na Wyspach Marshalla, odwołaną jednak po upadku Wake. 27 grudnia amerykańskie okręty powróciły na Hawaje.
22 stycznia 1942 roku „Chicago” z TF 11 otrzymał zadanie zbombardowania zajętej przez Japończyków wyspy Wake. Akcja ta została jednak przerwana po storpedowaniu i zatopieniu przez okręt podwodny I-72 zbiornikowca „Neches”, który miał zaopatrzyć okręty zespołu w paliwo. 2 lutego krążownik został wysłany na Fidżi, gdzie miał dołączyć do formowanego dywizjonu sił ANZAC (od 22 kwietnia TF 44), dowodzonego przez australijskiego kontradmirała Jacka G. Grace’a. Od 14 lutego wraz ze swą eskadrą brał udział w osłonie niedoszłej operacji bombardowania Rabaulu. W marcu osłaniał amerykańskie lotniskowce podczas bombardowania zajętych przez Japończyków miejscowości Lae i Salamaua na Nowej Gwinei. Do końca kwietnia operował w rejonie Luizjadów, prowadząc również eskortę konwojów pomiędzy portami Australii, Nowej Zelandii i Nowej Kaledonii.
1 maja „Chicago” w eskorcie niszczyciela „Perkins” wypłynął z Noumei i po dwóch dniach dołączył do TF 17 kontradmirała Jacka Fletchera. Rankiem 4 maja wchodził w skład eskorty lotniskowca „Yorktown” podczas bombardowania przez jego samoloty pokładowe Tulagi w archipelagu Wysp Salomona. Następnego dnia ponownie dołączył do krążowników admirała Crace’a, które jako zespół wsparcia ogniowego TF 17.3 stanowiły wydzieloną grupę osłonową podczas bitwy na Morzu Koralowym w dniach 7 i 8 maja 1942 roku. 7 maja „Chicago” brał udział w odpieraniu ataków japońskich samolotów torpedowych i bombowych startujących z Rabaulu oraz uniknął zbombardowania podczas omyłkowego nalotu własnych Latających Fortec. Dwóch marynarzy krążownika zginęło, a pięciu zostało rannych od pocisków broni maszynowej samolotów przeciwnika. 8 maja TF 17.3 zajmował pozycję na przewidywanej trasie japońskich zespołów inwazyjnych i nie był atakowany. 14 maja krążownik zawinął do Sydney.

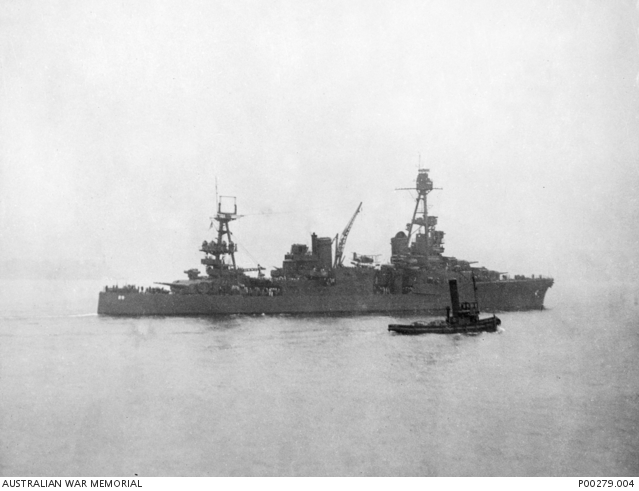
USS „Chicago” w porcie w Sydney, 31 maja 1942 r.

Podczas pobytu w tym porcie, w nocy z 31 maja na 1 czerwca 1942 roku, okręt stał się celem ataku japońskich miniaturowych okrętów podwodnych. Trzy jednostki sforsowały wejście do Sydney Harbour i podjęły próbę storpedowania kotwiczących tam okrętów. Jeden z nich wystrzelił dwie torpedy w kierunku „Chicago”, obie chybiły. Jedna zatopiła stary prom „Kuttabul”, przycumowany w porcie w charakterze pływających koszar, druga ugrzęzła na brzegu, nie eksplodując. Artylerzyści krążownika ostrzelali kiosk jednego z miniaturowych okrętów, również bez widocznych efektów (powstała później anegdota twierdziła, że jeden z wystrzelonych tej nocy pocisków wybuchł na terenie miejskiego ogrodu zoologicznego, zabijając lwa). Nocujący na lądzie dowódca okrętu, komandor Howard D. Bode, po powrocie na pokład zarządził natychmiastowe przygotowanie do wyjścia w morze i ostatecznie „Chicago” opuścił zatokę w towarzystwie niszczyciela „Perkins”, powracając dopiero po południu. Jeszcze tego samego dnia obie jednostki przeszły z Sydney do Brisbane, gdzie dołączyły do TF 44.
13 czerwca nowym dowódcą tego zespołu został brytyjski kontradmirał Victor A.C. Crutchley. Pod jego komendą okręty odbyły kilka patroli po Morzu Koralowym oraz ćwiczenia artyleryjskie w okolicach Noumei (w końcu czerwca), a następnie Brisbane (w pierwszych dniach lipca). 14 lipca wypłynęły do nowozelandzkiego Wellington, który był punktem zbornym dla jednostek mających wziąć udział w operacjach w rejonie Guadalcanalu i dotarły tam po pięciu dniach żeglugi.

### Bitwa koło wyspy Savo
22 lipca krążowniki kontradmirała Crutchleya wypłynęły w kierunku Wysp Salomona jako część TF 62, floty inwazyjnej zmierzającej na Guadalcanal, a dowodzonej przez kontradmirała Richmonda K. Turnera. Cztery dni później, niedaleko Fidżi, dołączyły do nich pozostałe zespoły osłonowe z lotniskowcami. Podczas desantu 7 sierpnia „Chicago” był jednym z okrętów odpowiedzialnych za obronę przeciwlotniczą, tego i następnego dnia uczestnicząc w odpieraniu ataków japońskiego lotnictwa i zgłaszając pretensje do zestrzelenia sześciu samolotów przeciwnika. Zgodnie z podziałem zadań, dokonanym jeszcze przed rozpoczęciem walk przez dowódcę zespołu, krążownik miał w nocy zająć pozycję patrolową na północ od Guadalcanalu, w cieśninie pomiędzy tą wyspą a wysepką Savo. Towarzyszyć mu miały australijskie „Australia” (flagowy) i „Canberra”.
Japońska reakcja na amerykański desant na Guadalcanal była niemal natychmiastowa: już 7 sierpnia po południu z baz w Rabaulu i Kaviengu wypłynął zespół krążowników 8. Floty: ciężkie „Chōkai”, „Furutaka”, „Kako”, „Kinugasa” oraz „Aoba”, lekkie „Yūbari” oraz „Tenryū” i niszczyciel „Yūnagi”, dowodzony przez wiceadmirała Gun’ichi Mikawę. Jego zadaniem miało być niespodziewane zaatakowanie amerykańskich transportowców, zadanie im jak największych strat i wycofanie się poza zasięg amerykańskiego lotnictwa pokładowego. Japoński zespół został zauważony w drodze przez amerykański okręt podwodny S-38 oraz australijskie samoloty patrolowe, ale ich meldunki, niezbyt dokładne, zostały przekazane dowództwu sił inwazyjnych z opóźnieniem i potraktowane lekceważąco. Alianci zostali pozbawieni wsparcia lotniczego, gdy operujące wokół Guadalcanalu lotniskowce wiceadmirała Fletchera, w obawie przed atakami japońskich samolotów torpedowych, zostały odesłane na południe, w rejon Nowej Kaledonii.
8 sierpnia wodnosamoloty, katapultowane z japońskich krążowników, dokonały rozpoznania akwenu wokół Guadalcanalu, potwierdzając nieobecność lotniskowców przeciwnika i liczbę okrętów, którymi dysponował. Mając te dane, admirał Mikawa zdecydował się podjąć ryzyko nocnego starcia. Po przegrupowaniu swojego zespołu, wieczorem ruszył w dalszą drogę, zbliżając się do Guadalcanalu od północnego zachodu. W tym czasie alianckie krążowniki i niszczyciele zajęły wyznaczone pozycje dozorowania. Kontradmirał Crutchley został wezwany na naradę do dowódcy zespołu inwazyjnego, kontradmirała Turnera i udał się tam na pokładzie swego okrętu flagowego. Wobec tego przekazał dowodzenie zespołem południowym („Chicago” oraz „Canberra”) w ręce komandora Bode.

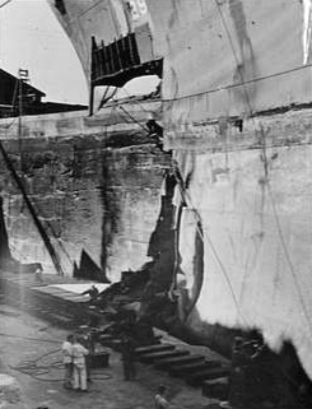
Uszkodzenia dziobu „Chicago” po bitwie koło Savo, zdjęcie wykonano w doku w Sydney

O 1.38 po północy 9 sierpnia Japończycy, którzy dostali się niezauważeni na akwen przyszłej bitwy, rozpoczęli atak na grupę południową, wykrytą przez katapultowane ponownie wodnosamoloty rozpoznawcze. „Canberra” została w ciągu kilku minut wielokrotnie trafiona i tak poważnie uszkodzona, że jej wrak został rano zatopiony przez amerykańskie niszczyciele. „Chicago” otrzymał trafienie torpedą, które zdemolowało przedziały dziobowe okrętu oraz zabiło jednego i raniło dalszych 11 (jeden zmarł później) członków załogi. W zamieszaniu bitewnym krążownik uniknął dalszego ostrzału, będąc niegroźnie trafionym zaledwie jednym pociskiem oraz jeszcze jedną torpedą, która jednak nie eksplodowała. Komandor Bode, odrywając się od przeciwnika, nie zawiadomił jednak o sytuacji trzech jednostek zespołu północnego, które w dalszym ciągu bitwy zostały zatopione przez Japończyków. Został za to ostro skrytykowany i pozbawiony dowodzenia, a po przeniesieniu na mało znaczące stanowisko na lądzie popełnił samobójstwo.
Okręt, po prowizorycznych naprawach w Noumei, został wysłany do Sydney na remont, a 21 września 1942 roku popłynął do macierzystej stoczni na modernizację. Do San Francisco dotarł 13 października. Po zakończeniu prac stoczniowych i odbyciu prób morskich, na początku stycznia 1943 roku powrócił do linii pod nowym dowódcą, komandorem Ralphem O. Davisem. 25 stycznia w Efate na Nowych Hebrydach dołączył do TF 18 dowodzonego przez kontradmirała Roberta C. Giffena. Dwa dni później zespół wyruszył na zaplanowane na 30 stycznia spotkanie z konwojem wiozącym posiłki na Guadalcanal.

### Bitwa koło wyspy Rennell
Na przełomie 1942 i 1943 roku japońska kwatera główna podjęła decyzję o ewakuacji garnizonu Guadalcanalu, nie widząc możliwości dalszego oporu. Termin operacji wyznaczono na koniec stycznia, a podstawowym warunkiem jej przeprowadzenia miało być uzyskanie przewagi w powietrzu. Wzrastająca aktywność lotnictwa przeciwnika oraz koncentracja jego floty w Rabaulu zwróciła uwagę amerykańskich dowódców. Admirał William F. Halsey, poinformowany przez wywiad o domniemanej możliwości dostarczenia przez Japończyków wzmocnień dla wojsk walczących na Guadalcanalu, podjął decyzję o operacji wyprzedzającej. Jej celem miało być przerzucenie na wyspę nowych oddziałów marines oraz zablokowanie ewentualnych ofensywnych działań marynarki japońskiej. Admirał Halsey dysponował w rejonie Wysp Salomona sześcioma grupami operacyjnymi, w skład których wchodziły między innymi: cztery lotniskowce (w tym dwa eskortowe), trzy pancerniki, trzy krążowniki ciężkie i dziewięć lekkich, nie licząc mniejszych jednostek. TF 18 kontradmirała Giffena (trzy krążowniki ciężkie, w tym „Chicago”, trzy lekkie, dwa lotniskowce eskortowe oraz osiem niszczycieli) miała połączyć się w morzu z konwojem (TG 62.8, cztery transportowce osłaniane przez taką samą liczbę niszczycieli) i zapewnić mu osłonę podczas rozładunku na Guadalcanalu.
29 stycznia kontradmirał Giffen podjął decyzję o pozostawieniu z tyłu opóźniających jego marsz lotniskowców eskortowych z dwoma niszczycielami i po przegrupowaniu swego zespołu w dwie kolumny krążowników osłaniane przez resztę niszczycieli zwiększyć prędkość do 24 węzłów, by zdążyć na miejsce spotkania z konwojem. „Chicago” zajął miejsce w jako drugi w prawej kolumnie, za flagową „Wichitą”. Po południu okręty amerykańskie zostały wykryte przez japoński samolot rozpoznawczy, a po jego meldunku z Rabaulu wystartowały 32 samoloty bombowo-torpedowe Mitsubishi G3M oraz Mitsubishi G4M (jeden z nich zawrócił wkrótce z powodu awarii) z 701. oraz 705. Kokutai. Dotarły na miejsce przyszłego starcia przed zmrokiem, co umożliwiło im atak na oświetlone promieniami zachodzącego słońca okręty. Kontradmirał Giffen nie zdecydował o przerwaniu ciszy radiowej i wezwaniu patrolu samolotów myśliwskich z nieodległych lotniskowców, ani o zmianie szyku na bardziej odpowiedni do odpierania nalotów.

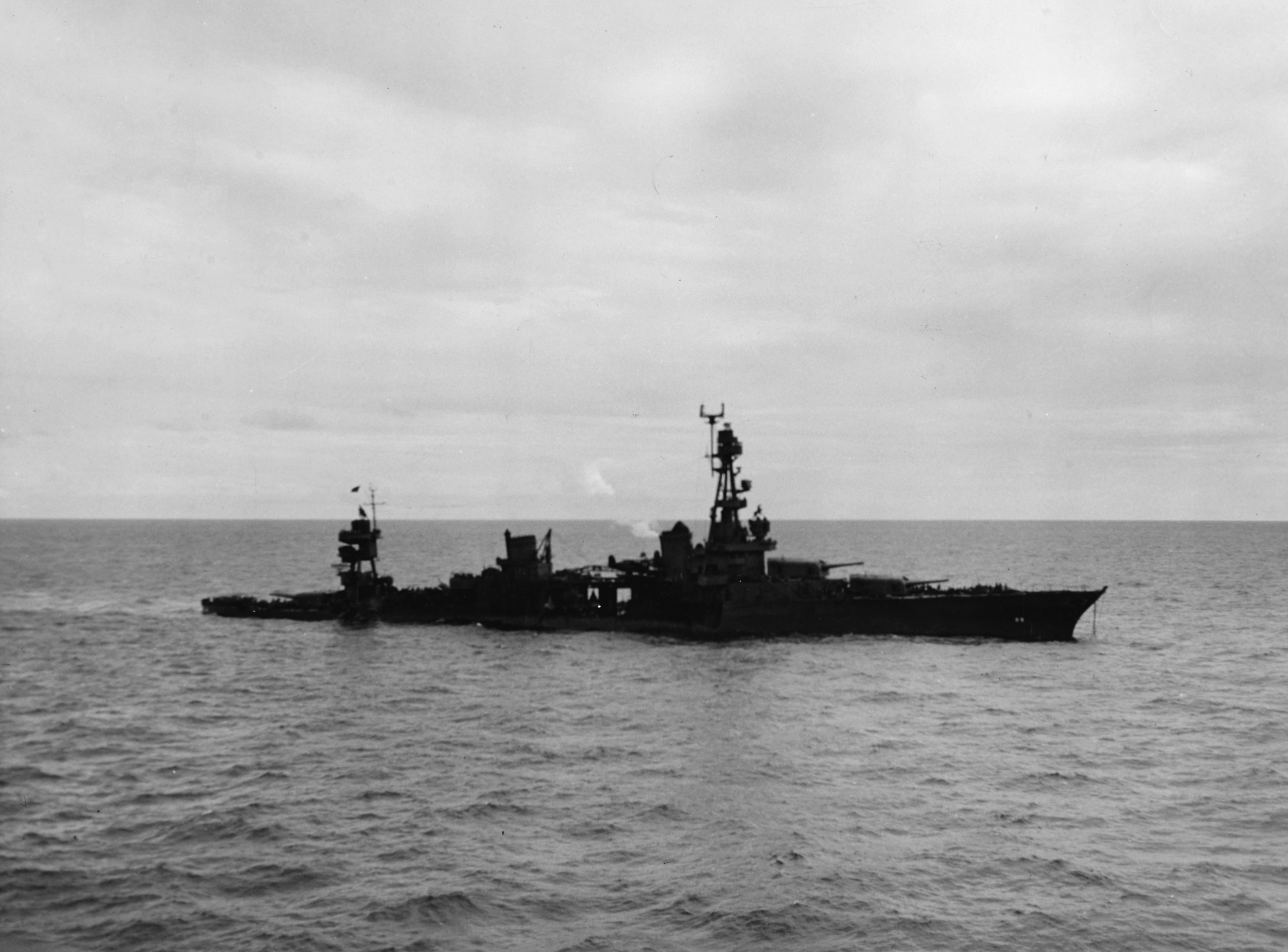
Ostatnie chwile krążownika „Chicago”, 30 stycznia 1943 r.

Pierwszy atak, przeprowadzony przez 705. Kokutai, nie przyniósł Japończykom sukcesu, stracili w nim jeden z bombowców. Następny, 701. Kokutai dowodzonego przez komandora podporucznika Joji Hagai, był bardziej skuteczny. Po jednej torpedzie trafiło „Wichitę” i „Louisville”, ale szczęśliwie nie eksplodowały. Amerykańscy artylerzyści zestrzelili trzy kolejne samoloty (w tym komandora Hagai), jeden z nich rozbił się w morzu tuż przy burcie „Chicago”, oblewając okręt płonącym paliwem. Oświetlony w ten sposób, został zaatakowany przez kolejną falę maszyn, z których dwie zrzuciły celne torpedy. Zniszczone bądź zalane zostały obie maszynownie i tylne kotłownie, krążownik zatrzymał się z przechyłem na prawą burtę i trymem na rufę. Dzięki niedawno zainstalowanym generatorom awaryjnym opanowano pożar i zatrzymano wlewającą się do kadłuba wodę. „Chicago” został wzięty na hol przez „Louisville” i zespół ruszył z niewielką prędkością w stronę bazy na Espiritu Santo.
Rankiem 30 stycznia TF 18 uzyskał wsparcie od reszty sił admirała Halseya, w postaci patrolu myśliwców z lotniskowca „Enterprise”. Po 15.00 holowanie uszkodzonego okrętu przejął holownik oceaniczny „Navajo”, a pozostałe krążowniki kontradmirała Giffena odpłynęły do Éfaté. Kilkanaście minut po 16.00 „Chicago” został, pomimo osłony powietrznej, zaatakowany przez 11 samolotów G4M z 751. Kokutai z Kaviengu. Trzy z nich zostały zestrzelone przez amerykańskie myśliwce, pozostałe zdołały wykonać skuteczny nalot. Cztery kolejne torpedy eksplodowały przy uszkodzonej prawej burcie „Chicago”, piąta uszkodziła niszczyciel „La Vallette”, którego artylerzyści usiłowali postawić zaporę ogniową przed krążownikiem. Artyleria przeciwlotnicza i myśliwce zestrzeliły po ataku kolejne cztery i uszkodziły trzy japońskie samoloty, ale krążownika nie dało się już uratować. „Navajo” odciął linę holowniczą, a komandor Davis dał rozkaz opuszczenia okrętu. Wkrótce „Chicago” przewrócił się na prawą burtę i zatonął rufą naprzód na pozycji 11°25′S, 160°56′E, z wciąż powiewającą banderą. Zginęło na nim sześciu oficerów i 56 marynarzy, pozostałych 1069 (1049 lub 1024) uratowały towarzyszące okręty.